# Tupolev ANT-3
Il Tupolev ANT-3 (in cirillico Туполев АНТ-3) era un biplano monomotore progettato dallo TsAGI, all'epoca diretto da Andrej Nikolaevič Tupolev, e sviluppato in Unione Sovietica nella seconda metà degli anni venti.
Fu impiegato in prevalenza dalla V-VS, della quale divenne il primo velivolo interamente metallico e dalla quale, impiegato nel ruolo di ricognitore (in cirillico Разведчик), venne designato R-3.

## Storia del progetto
La progettazione dell'ANT-3 ebbe inizio nel luglio del 1924 e la sua realizzazione pratica avvenne direttamente partendo da una fusoliera del precedente modello ANT-2, del quale riprendeva anche la struttura interamente metallica.
La realizzazione del velivolo venne curata dallo TsAGI sotto la guida di Tupolev ed il prototipo, equipaggiato con un motore 12 cilindri a V Liberty L-12 da 406 CV, venne portato in volo per la prima volta il 6 agosto del 1925. In un secondo momento la motorizzazione venne affidata all'unità di origine britannica Napier Lion, sempre a 12 cilindri ma con disposizione a W (tre file di quattro cilindri).
L'ANT-3 fu il primo velivolo realizzato da Tupolev a raggiungere la produzione di serie; fu impiegato prevalentemente dall'aviazione sovietica per compiti di ricognizione.

## Tecnica
Il Tupolev ANT-3 era un biplano le cui ali avevano architettura sesquiplana; gli impennaggi erano di tipo monoplano. La struttura era completamente metallica, con fusoliera armata da tre nervature longitudinali in koltchongalimin, ed il rivestimento in duralluminio ondulato. Il carrello d'atterraggio era di tipo fisso e l'elemento posteriore era costituito da un pattino.
La motorizzazione degli esemplari di serie venne più volte modificata: un primo lotto di 12 velivoli era equipaggiato con il V-12 Liberty, mentre il secondo lotto di 18 esemplari ebbe in dotazione il motore Mikulin M-5 (sviluppo autoctono della precedente unità d'origine statunitense). Una terza serie dell'ANT-3 (costituita da 79 esemplari) venne dotata di un motore Lorraine-Dietrich da 450 CV.

## Impiego operativo

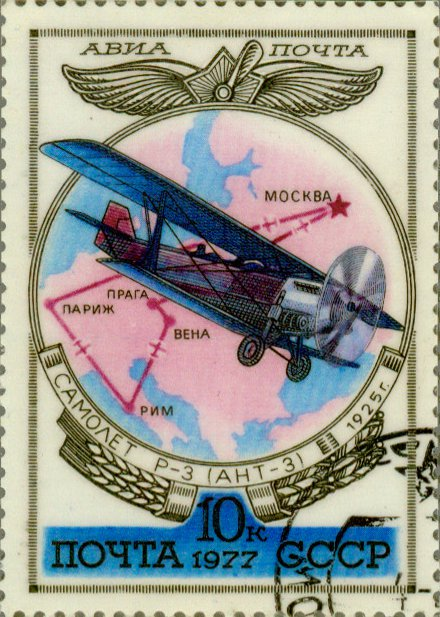
Francobollo commemorativo del viaggio tra le capitali europee del Tupolev ANT-3

Il principale impiego dell'ANT-3 fu, come detto, nel ruolo di ricognitore con la V-VS; risulta che un esemplare sia stato acquistato dall'Aeroflot che lo impiegò come trasporto postale (con la designazione PS-3).
L'ANT-3 fu anche protagonista di alcuni voli dimostrativi: nell'estate del 1926 le autorità sovietiche decisero di intraprendere un volo dimostrativo verso le principali capitali europee, a seguito di una visita a Mosca dell'aviatore francese Michel Arroshar.
Il velivolo prescelto per l'avvenimento fu un ANT-3 (immatricolato RR-SOV e battezzato Il Proletario) ai cui comandi era il pilota Michail Gromow, accompagnato dal meccanico Yevgeny Radzevich. Partendo da Mosca il 30 agosto, i due compirono un tragitto di 7 150 km (con una serie di voli della durata complessiva di 34 h e 15 ') toccando, non senza inconvenienti, Königsberg, Berlino, Parigi, Roma, Vienna, Varsavia per fare infine ritorno nella capitale sovietica.
L'estate successiva un altro ANT-3 fu chiamato ad un nuovo volo dimostrativo: in seguito al deterioramento delle relazioni diplomatiche tra l'Unione Sovietica ed il Regno Unito, venne organizzato un raid verso Tokyo; il sorvolo dell'Estremo Oriente fu affidato al pilota Semion Shestakov ed in questo caso il velivolo fu battezzato La nostra risposta. Il volo, iniziato il 20 agosto del 1927, si sviluppò attraverso un tragitto che toccò Sarapul, Omsk, Novosibirsk, Krasnojarsk, Irkutsk, Čita, Blagoveščensk, Nanian, Yokohama, Tokyo; il ritorno a Mosca avvenne il 1º settembre.

## Versioni
- ANT-3: designazione assegnata al prototipo (R-3 secondo la designazione dell'Aeronautica); esemplare motorizzato con motore 12 cilindri a V Liberty L-12.
  - R-3NL: nuova designazione assunta dal prototipo, equipaggiato in un secondo tempo con il motore a W Napier Lion.
- R-3: lotto di produzione in serie, costituito da 30 esemplari; i primi 12 erano dotati del motore Liberty già installato sul prototipo, mentre i restanti 18 , montavano il motore Mikulin M-5 (versione dello stesso motore sviluppata nell'Unione Sovietica).
- R-3LD: seconda serie produttiva, composta da 79 velivoli dotati di motore Lorraine-Dietrich da 450 CV.

I dati relativi alle versioni sono tratti da "Enciclopedia l'Aviazione".

## Sviluppi correlati
- Tupolev ANT-10 (R-7): Sostanzialmente si trattava di uno sviluppo dell'ANT-3 la cui modifica principale consisteva nell'installazione di un motore BMW VI. Anche questo modello venne proposto per l'impiego come ricognitore, ma a seguito delle prove di collaudo gli fu preferito il Polikarpov R-5. Il progetto non ebbe quindi alcun seguito[2].

## Utilizzatori

### Militari
[[File:
Flag of the Soviet Union (1936 – 1955).svg|class=noviewer|
Unione Sovietica (bandiera)|border|20x16px]]
- Sovetskie Voenno-vozdušnye sily

### Civili
[[File:
Flag of the Soviet Union (1936 – 1955).svg|class=noviewer|
Unione Sovietica (bandiera)|border|20x16px]]
- Aeroflot

### Pubblicazioni
- (EN) Berlin Aero Show 1928 - Two Russian Machines, in Flight, Sutton, Surrey - UK, Reed Business Information Ltd., 8 novembre 1928,  p. 976. URL consultato il 25 ottobre 2015.